# Chersonesia intermedia
Chersonesia intermedia är en fjärilsart som beskrevs av Martin 1895. Chersonesia intermedia ingår i släktet Chersonesia och familjen praktfjärilar. IUCN kategoriserar arten globalt som livskraftig. Inga underarter finns listade i Catalogue of Life.